# Gevlekte palmlijster
De gevlekte palmlijster (Cichladusa guttata) is een zangvogel uit de familie Muscicapidae (vliegenvangers).

## Verspreiding en leefgebied
Deze soort telt 3 ondersoorten:
- C. g. guttata: zuidelijk Soedan, noordoostelijk Congo-Kinshasa, Oeganda en noordwestelijk Kenia.
- C. g. intercalans: van zuidwestelijk Ethiopië tot centraal Kenia en centraal Tanzania.
- C. g. rufipennis: zuidelijk Somalië, oostelijk Kenia en noordoostelijk Tanzania.